# 飛騨美濃道路
飛騨美濃道路（ひだみのどうろ）は、国道472号の一部で、岐阜県郡上市明宝と高山市清見町を結ぶ道路。飛騨せせらぎ街道と接続している

## 概要
当時の岐阜県道73号高山八幡線にある坂本峠を越えるため、1979年（昭和54年）に坂本トンネル（全長：1,297m）を通して1988年（昭和63年）に完成した。料金所・事務所は明宝側にあるめいほうスキー場への分岐交差点付近に設置されていた。
この道路の開通によって岐阜市から高山市への最短ルートが完成した。現在では東海北陸自動車道が最短ルートとなっているが、1990年代から沿線は高原リゾートとしての開発も断続的に進んでいる。
通行料金は1997年（平成9年）から一部区間の管理を岐阜県道路公社から県に移管することにより料金が引き下げられた（普通車で600円→400円）。最終的には30年間の償還期間が終了したため2010年（平成22年）4月1日より全線無料開放されている。

## 路線概要
- 路線名 - 岐阜県道73号高山八幡線 → 国道472号（1993年（平成5年）より国道格上げ）
- 起点 - 高山市清見町大原イラス谷
- 終点 - 郡上市明宝奥住字明山
- 延長 - 6.3km（供用当初） → 2.93km（1997年（平成9年）1月1日より延長縮小）
- 道路の区分 - 第3種第4級
- 総事業費 - 51億4,500万円（当初）
- 供用開始 - 1980年（昭和55年）4月1日

## 通行料金
1997年（平成9年） - 2010年（平成22年）のもの。料金所では回数券も発売されていた。
- 普通車 - 400円
- 中型車 - 500円
- 大型車 - 650円
- 特大車 - 1,100円
- 軽自動車等 - 300円
- 軽車両等 - 50円